# Cimetière russe du Cateau-Cambrésis
Le Cimetière russe du Cateau-Cambrésis est un cimetière militaire de la Première Guerre mondiale situé à l'intérieur du cimetière militaire allemand sur le territoire de la commune du Cateau-Cambrésis dans le département du Nord.

## Historique
À la suite d'une demande du gouvernement français qui propose à l’Empire russe du matériel de guerre contre l’envoi d’hommes en France, l’état-major russe forme en janvier 1916 la 1re brigade spéciale d’infanterie. Par voie ferrée les 8 942 hommes rejoignent Dalian, sur le golfe de Corée, où ils montent à bord de navires français qui les emmènent à Marseille qu’ils atteignent le 16 avril 1916. Après quelques semaines d'instructions, les soldats russes combattent dans divers secteurs du front. Par manque de formation, beaucoup sont capturés et mourront des suites de maladies .

## Caractéristique
Les plupart des 43 soldats russes inhumés dans ce cimetière le sont par les Allemands au milieu des leurs en 1917 et 1918.

## Galerie

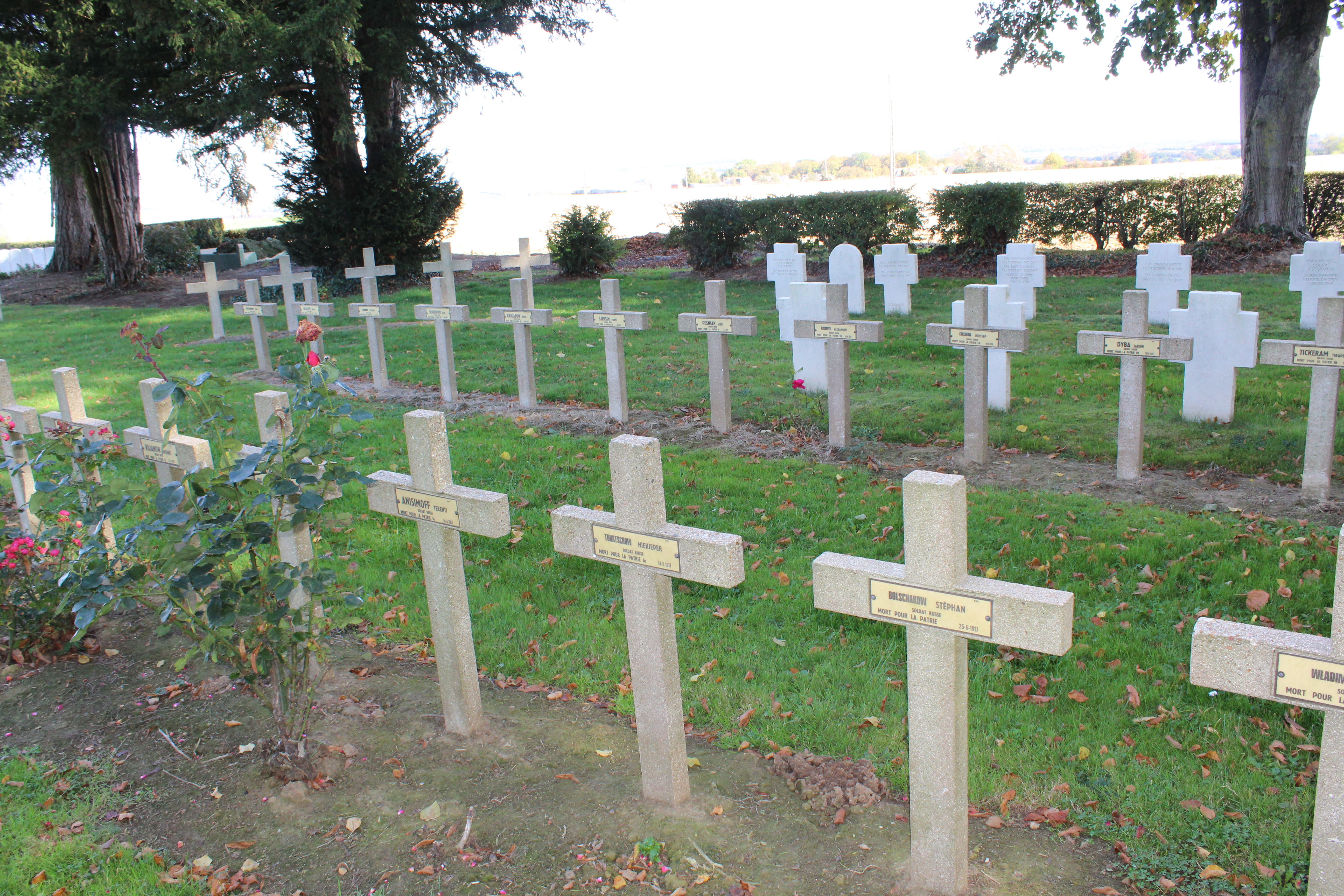
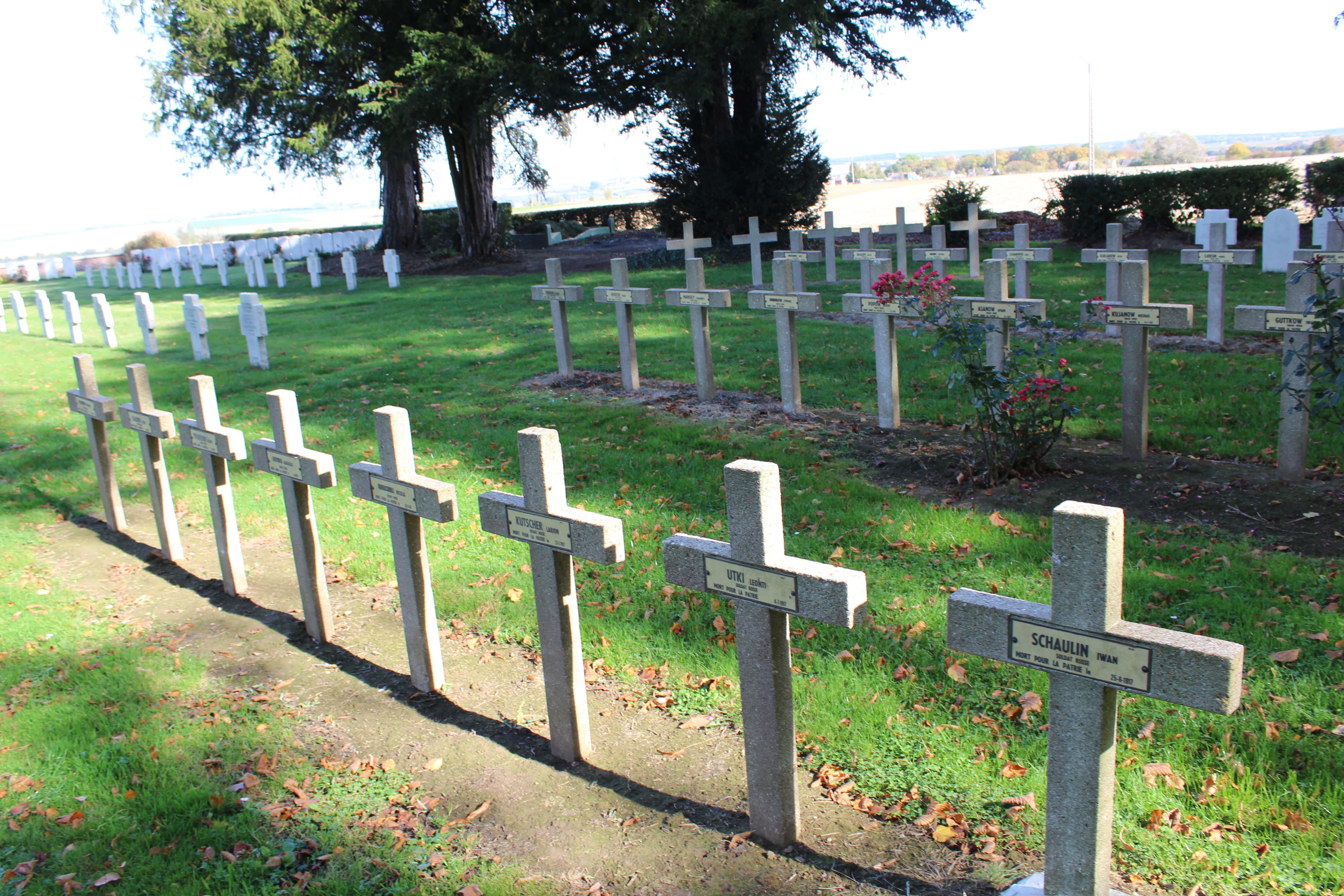
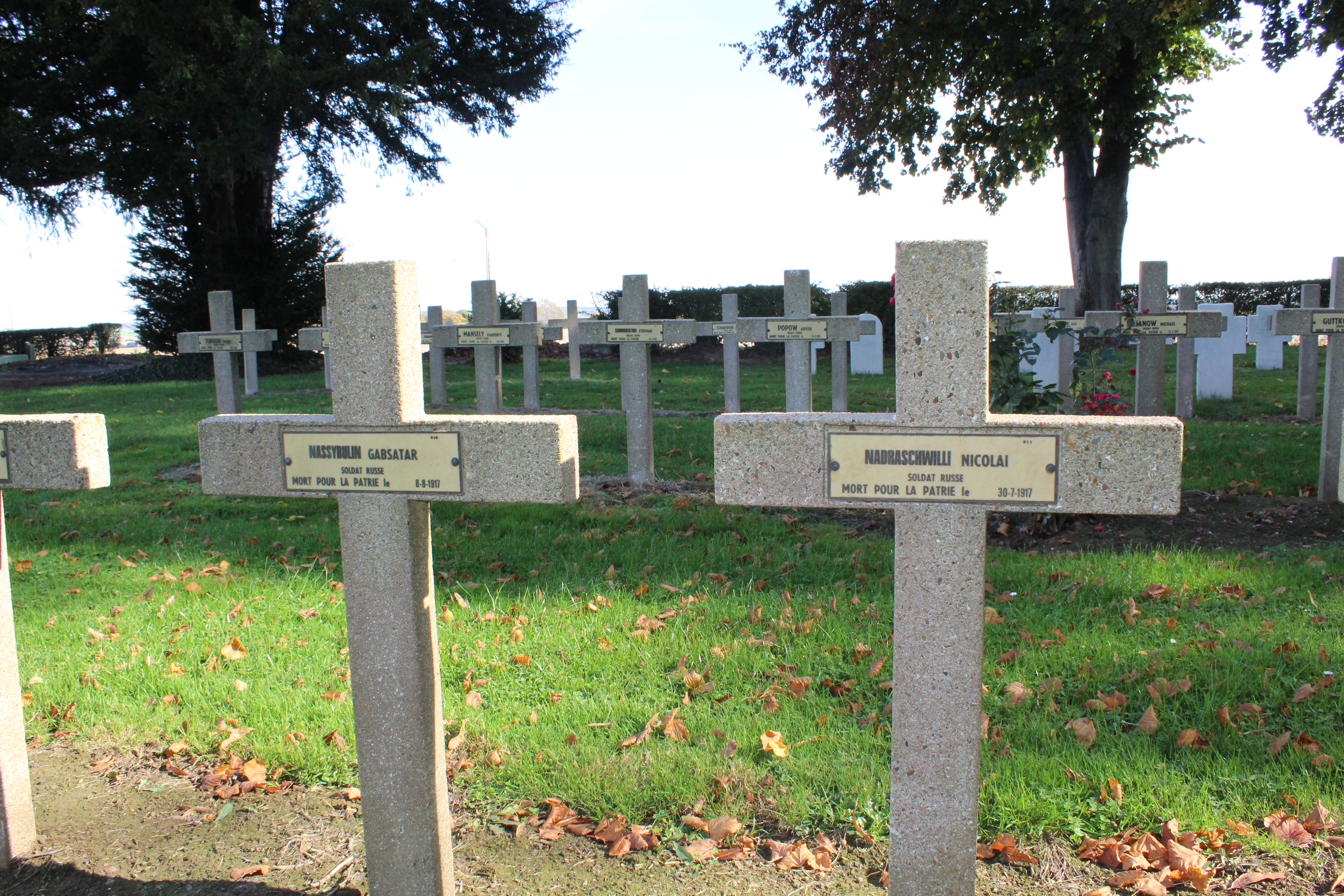
Sur les croix de pierre ocre, sont écrits le nom, le prénom et parfois la date de décès, ainsi que l'inscription " Soldat russe - Mort pour la France ou Mort pour la Patrie".

## Sépultures
| Pays         | Sépultures |
| ------------ | ---------- |
| Empire russe | 42         |